# Congklak

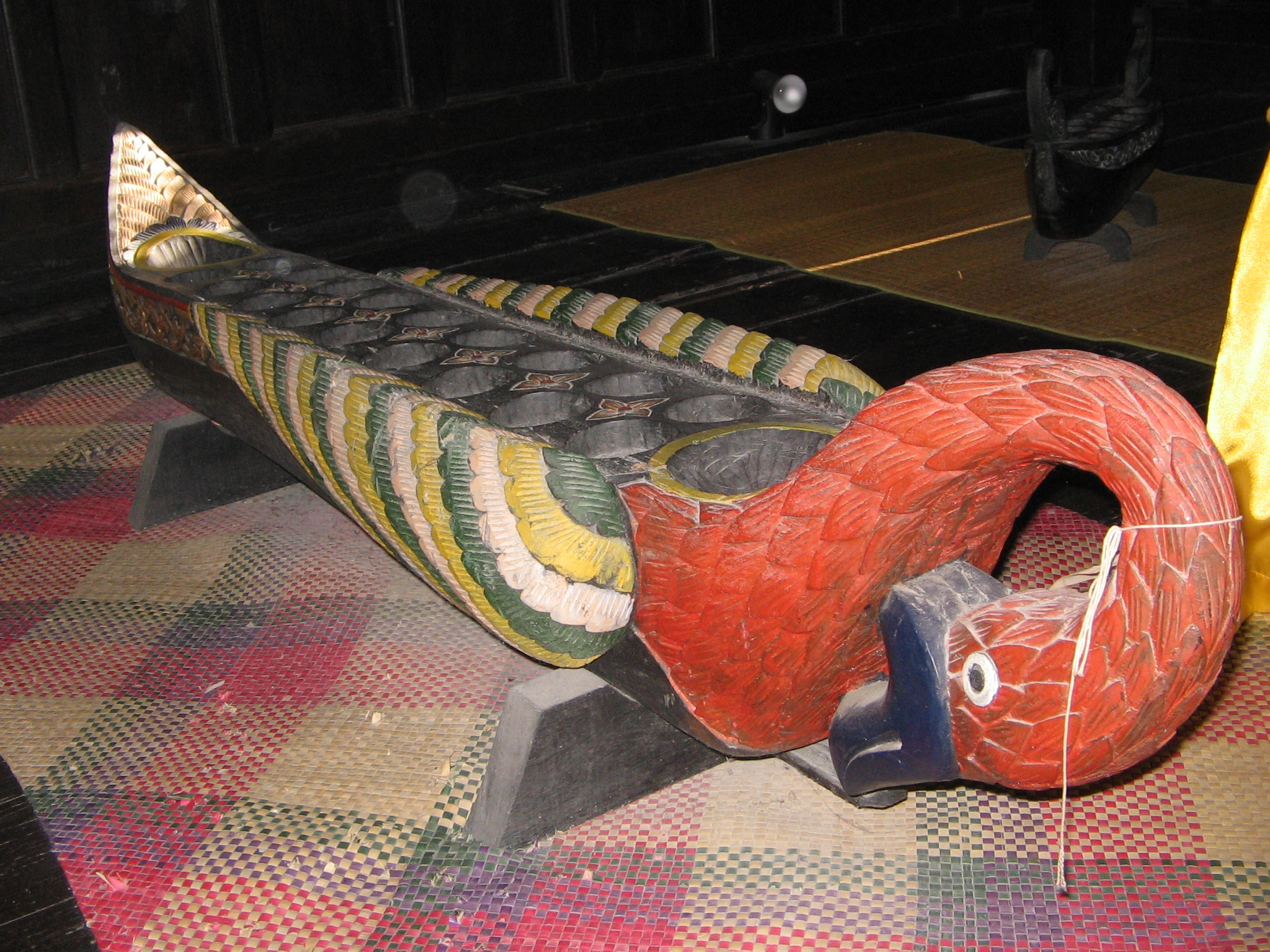
Congkak

Le congklak (ou congkak) est un jeu mancala joué en Indonésie (sur l'île de Bornéo), à Singapour et dans la Malaisie péninsulaire. Des variantes sont jouées en Indonésie (Java), au Sri Lanka, aux Maldives, dans le sud de la Thaïlande, aux Philippines et dans les îles Mariannes. Ces variantes ont pour nom tchonka, naranj, dakon ou encore sungka.
En Indonésie, le mot congklak signifie coquillage[Lequel ?] et les pièces utilisées en sont. Sur Java, où l'on joue à la variante du dakon, ce sont des petites graines rouges qui sont utilisées.

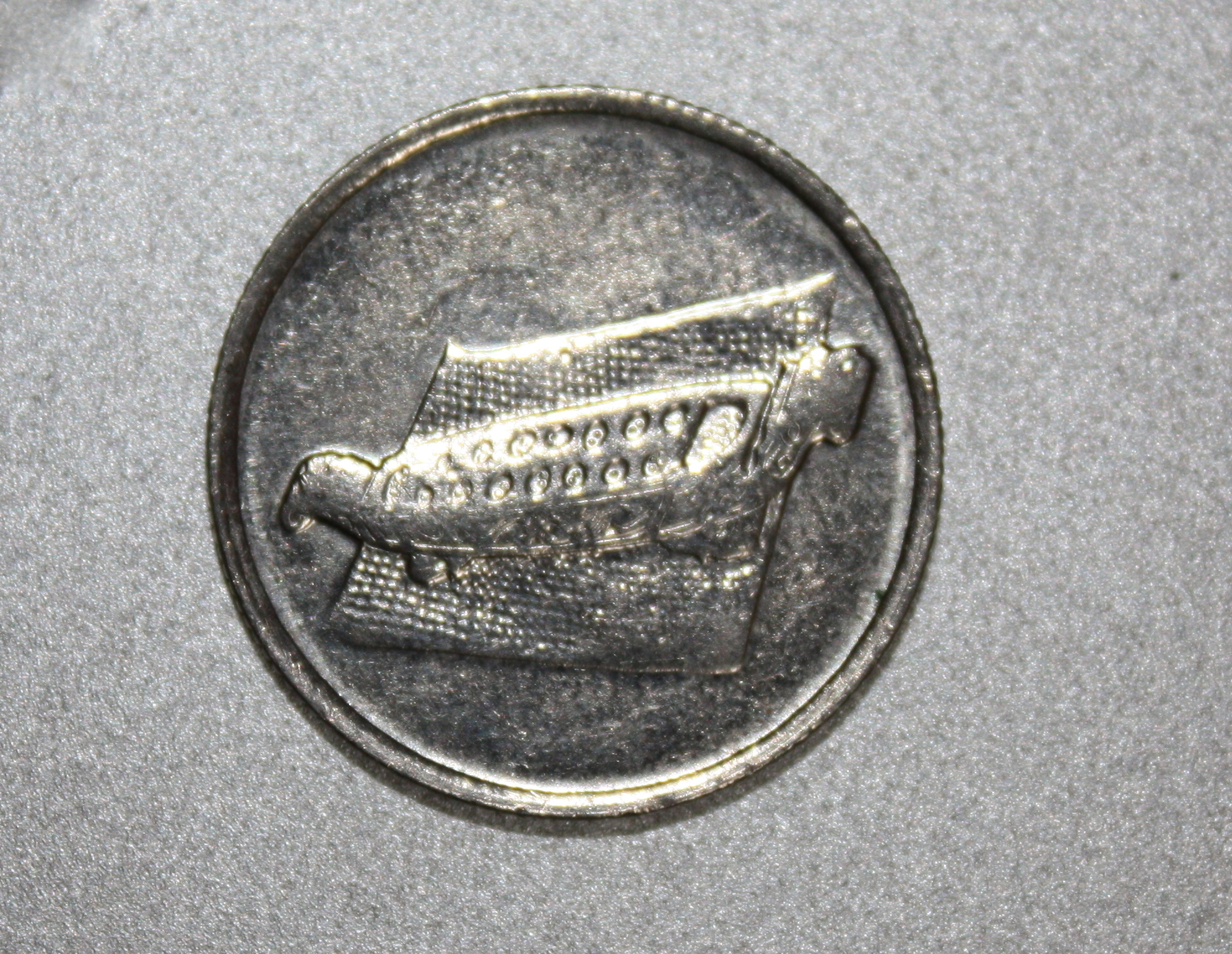
Un congklak représenté sur les pièces de 10 sen de Malaisie.

Le congklak est représenté sur les pièces de 10 sen de Malaisie. 